# Henry Addington
Henry Addington, 1. vikomt ze Sidmouthu (30. května 1757 – 15. února 1844) byl britský státník a premiér v letech 1801 až 1804.

## Mládí
Henry Addington byl synem Anthonyho Addingtona, lékaře Williama Pitta staršího, a Mary Addingtonové, dcery Havilanda Johna Hileyho, ředitele školy v Readingu. Z pozice svého otce byl v mládí přítelem Williama Pitta mladšího. Studoval na Winchesterské škole, později na Brasenose College v Oxfordu a nakonec právo na Lincoln's Inn.

## Politická kariéra
Addington byl roku 1784 zvolen do Dolní sněmovny za obvod Devizes a roku 1789 stal se předsedou dolní komory parlamentu. V březnu 1801 Pitt mladší ostentativně odstoupil z funkce premiéra, protože se mu nepodařilo Jiřího III. přesvědčit o odstranění některých restrikcí pro irské katolíky. Dalšími důvody bylo zhoršující se Pittův zdravotní stav, neúspěch ve válce, ekonomická krize, úroveň nespokojenosti obyvatelstva se zhoršující se hospodářskou situací a rozpory uvnitř vlády. Pitt i král trvali na tom, aby se dalším premiérem stal Addington, ačkoli ten se tomu bránil a neuspěl ani v urovnání sporů mezi oběma osobnostmi.

## Premiér
Addingtonovými hlavními počiny jako premiéra bylo zdvojnásobení účinnosti výběru daně z příjmu a jednání vedoucí roku 1802 k uzavření míru s Francií. Podmínky mírové dohody z Amiensu byly minimum, které byla Británie schopna dosáhnout, ale britský rozpočet byl vyčerpán válečnými výdaji, ztrátou obchodu s kontinentem a neúrodou ve dvou letech, která vedla k hladomoru a sociálním nepokojům a tak byl mír pro zemi nutností.
Na počátku roku 1803 se finanční a politická situace Británie zlepšila a to umožnilo vyhlásit Addingtonovi válku Francii, když ta zabránily vytvoření osady pro obranu Malty. Addington se také snažil vylepšit situaci Británie ve válce vytvořením spojenectví s Ruskem, Rakouskem a Pruskem, které později vyústilo ve vznik třetí koalice. Obrana země proti možné francouzské invazi byla posílena výstavbou obranných tvrzí na jižním pobřeží země a sestavením armády čítající více než 600 000 mužů.

## Další politická kariéra

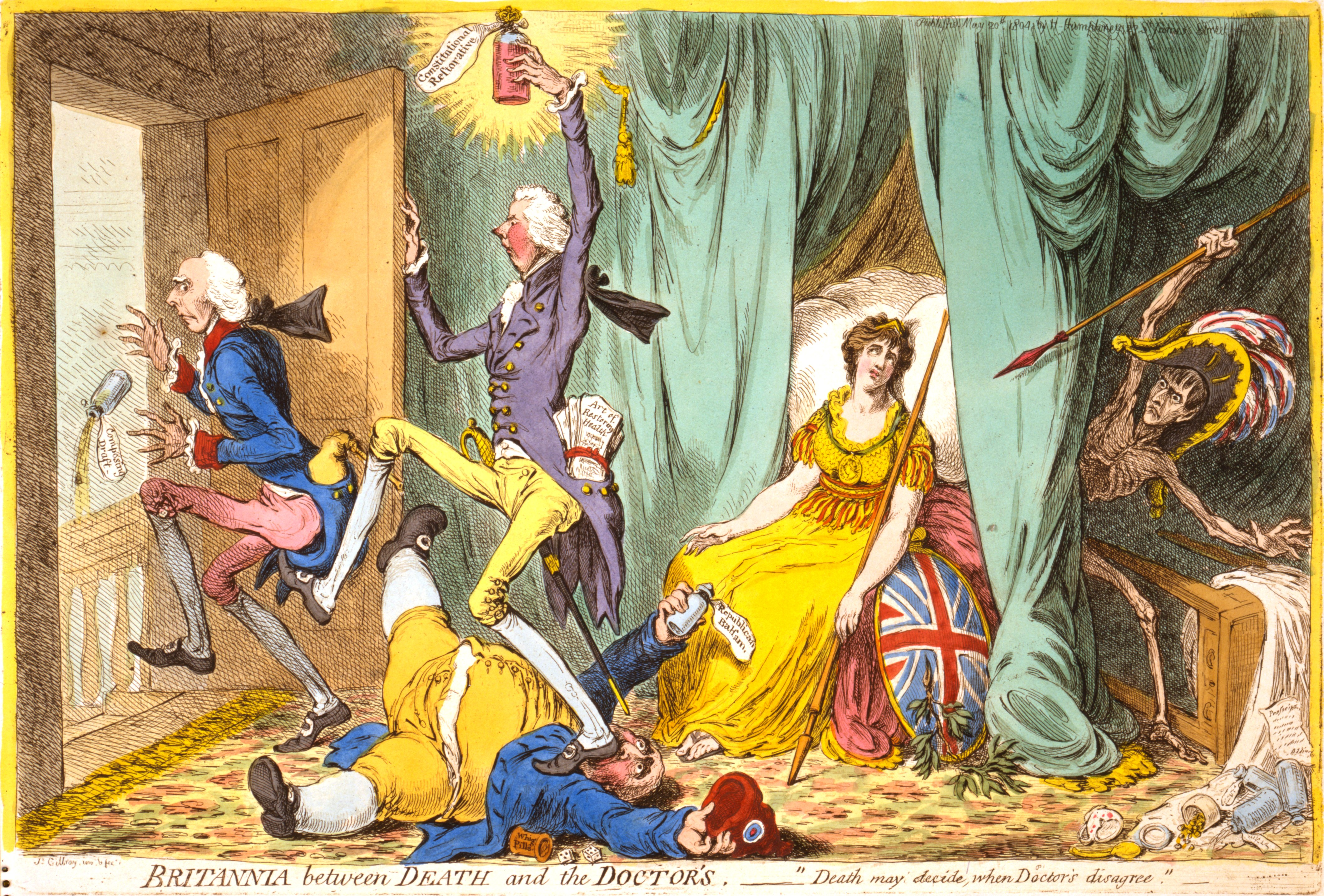
Karikatura ve které Pitt vyhazuje Addingtona z jeho pozice, 1804

Addington byl odvolán z funkce premiéra v květnu roku 1804 spojenectvím Pitta, Charlese Jamese Foxe a Williama Wyndhama Grenvilleho, kteří si chtěli rozdělit křesla ve vládě pro sebe. Addingtonovou chybou byla neschopnost zajistit si většinu v dolní komoře parlamentu vytvořením spojenců mimo okruh svých přátel. Další jeho slabinou byl nevýrazný slovní projev. To Pitt, který měl v parlamentu dobré styky a byl skvělým řečníkem, dokonale využil.
Addington zůstal významným politikem i poté a následující rok byl jmenován vikomtem z Sidmouthu. V Pittově druhé vládě zastával do roku 1806 pozici předsedy tajné rady, poté strážce tajné pečeti a od roku 1807 znovu předsedy tajné rady.
Roku 1812 se stal znovu členem vlády a v červnu byl jmenován ministrem vnitra. Jako ministr přispěl k potlačení radikální opozice, roku 1817 zrušil právo na spravedlivý proces habeas corpus, prosadil potlačení protestů v Peterloo a inicioval přijetí dalších šesti represivních zákonů. Roku 1822 byl na pozici ministra vnitra nahrazen Robertem Peelem, ale zůstal ve vládě jako ministr bez portfolia. I později se aktivně zapojoval do politiky jako člen Sněmovny lordů.